# Oreaster clavatus
Oreaster clavatus är en sjöstjärneart som beskrevs av Müller och Franz Hermann Troschel 1842. Oreaster clavatus ingår i släktet Oreaster och familjen Oreasteridae. Inga underarter finns listade i Catalogue of Life.